# 上海译文出版社
上海译文出版社（Shanghai Translation Publishing House）是總部位於中国的一間出版社, 出版品以外国图书的翻译作品居多，成立于1978年1月，是上海世纪出版集团的分公司，位于上海市闵行区号景路159弄世纪出版园，为中国大陆最大的综合性翻译出版社。

## 历史沿革
上海译文出版社成立于1978年1月1日，其前身为成立于20世纪50年代的上海新文艺出版社和人民文学出版社上海分社的外国文学编辑室。1978年4月，上海译文出版社率先出版《斯巴达克斯》中译本，这是在“文革”后首次公开发行的世界文学名著之一。同年6月，《外国文艺》创刊。在此基础上，上海译文出版社与人民文学出版社合作推出了“外国文学名著丛书”。与此同时，上海译文出版社也开始着手外语词典的编纂出版工作，相继推出了《新英汉词典》《简明西汉词典》《法汉词典》和《德汉词典》等多语种外语词典。
进入80年代，上海译文出版社引进出版了更多外国图书。1980年5月，从法国作家雨果的《论文学》开始，“外国文艺理论丛书”陆续面世。同年7月，从德国作家亨利希·曼的《亨利四世》（上、中、下）开始，“二十世纪外国文学丛书”陆续推出，该丛书由上海译文出版社与外国文学出版社合作出版，这些图书介绍西方现代派和后现代主义文学，适应当时社会对思想解放的渴求 。1985年12月，从德国学者恩斯特·卡西尔的著作《人论》开始，译介20世纪西方哲学界重要流派及代表人物的大型译丛“二十世纪西方哲学译丛”（“黑皮书”）陆续出版，在当时的知识分子中产生了强烈的反响，且几十年来成为中国几代知识分子重要的学术参考，其影响绵延至今。1987年2月，从美国学者杰里米·里夫金的作品《熵：一种新的世界观》开始，“当代学术思潮译丛”（“黄皮书”）陆续出版 。1988年，上海译文出版社与樺榭菲力柏契媒體合作，创刊《ELLE世界时装之苑》。1989年8月，中国第一部自建语库、独立研编的双语词典《英汉大词典》（上卷）出版，1991年9月下卷如期问世。
1990年起，上海译文出版社开始以珍藏本、标准本、普及本三种形式出版世界文学名著。到1991年，15种珍藏本销售100万册，15种普及本销售600万册，其中1991年普及本发行量达360万册，几乎每天销出1万册。1991年6月，上海译文出版社签约购买外国文学作品《斯嘉丽》中文简体字版的出版权，这是中国大陆出版界首次取得国外畅销书的独家授权，表明了中国尊重知识产权的立场 。
进入新世纪，上海译文出版社积极探索转型之路，立足已有优质图书版权，进一步明晰产品条线，还不断明确“编辑的核心价值”，鼓励编辑选好书、做好书、推好书，相继成立了“世纪新文本出版中心”、“外国文学出版中心” ，积极引进一些当代名家的作品。随着移动互联网技术的日新月异和移动阅读终端的普及，上海译文出版社以“全版权、多形态”的理念推进“纸电同步”出版，为读者提供便捷化、高质量、新体验的阅读产品，搭建了数字版权经营管理体系和作译者数字版权库，开发大型双语工具书编纂平台和深度结构化数据库，并以数据库销售为基础，将电子书销售作为新经济增长点，通过移动端产品开发来拓宽数字出版格局，积极开拓国内外电子词典市场、大力发展电子书、有声书业务、开发大型双语工具书编纂平台和深度结构化数据库。2018年，译文社授权合作的电子书销售平台已达20个，电子书在售品种逾千种。上海译文出版社自2012年开始正式建设自有的大型双语工具书数字化编纂出版平台。2014年8月《英汉大词典》（第三版）编纂工程启动，明确了新的大型双语工具书编纂的成果不仅体现为纸质书形态，更要为用户提供适应移动互联网应用的综合性知识服务系统。2017年11月，上海译文出版社成立了童书出版中心，立足“原创+引进”图书双线发展，以“出版＋教育”融合为发展特色，搭建中外童书出版的交流平台。2019年，上海译文出版社启动出版“世界学术经典（英文版）系列”，同时启动“国际组稿，全球发行”出版项目，先后出版了国家出版基金项目《中华复兴管窥》（英文版）、“中国不简单”系列《趣简中国史》《趣简中国话》等。

## 书籍出版情况

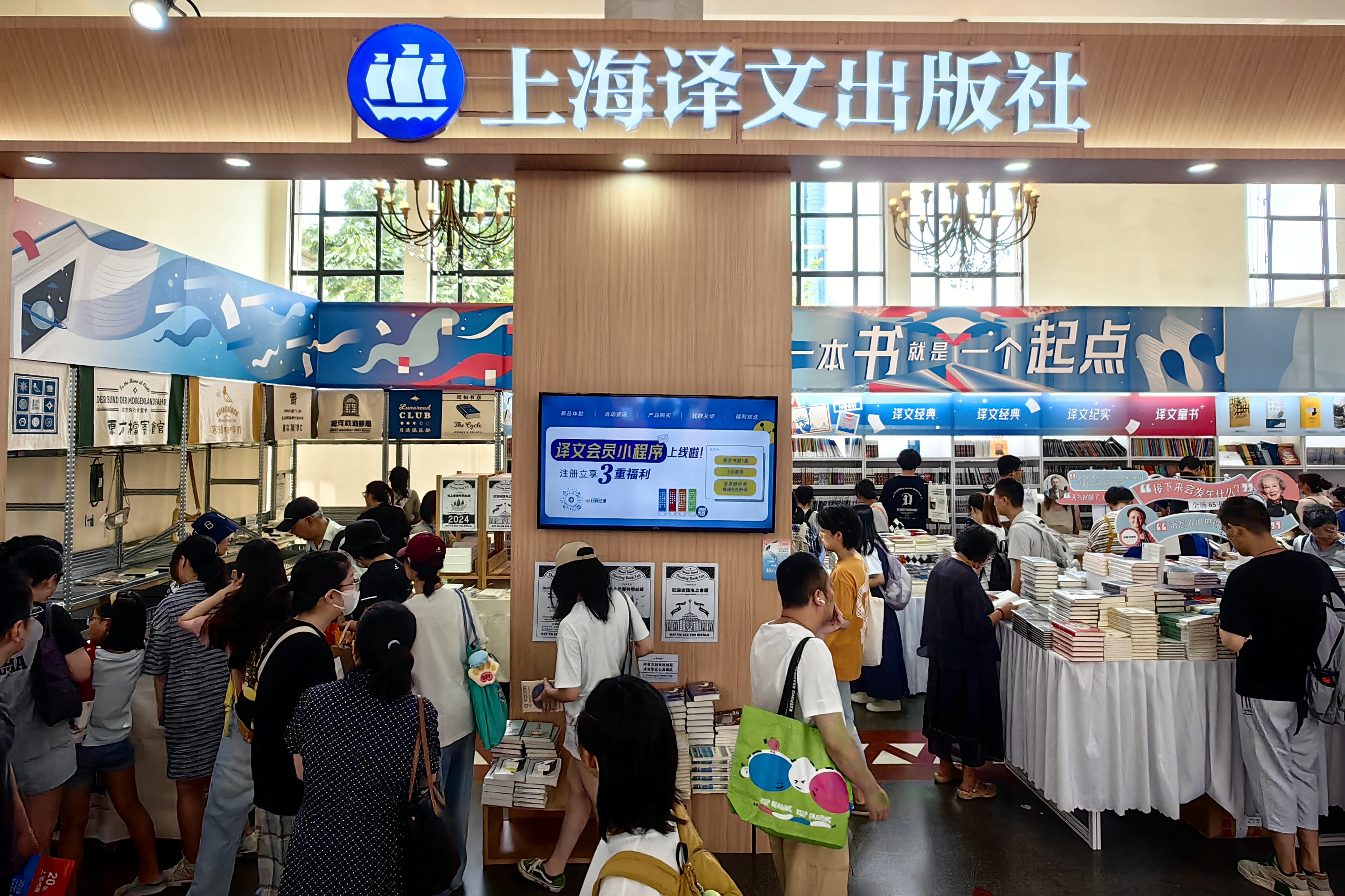
2024年上海书展上海译文出版社展位

上海译文出版社建社至今，其出版领域已涵盖外国文学、外国哲学社会科学著作以及外汉词典、外语教育用书、童书等。
上海译文出版社建社至今已推出许多丛书。在20世纪，文学方面，上海译文出版社分别与人民文学出版社和外国文学出版社合作，出版“外国文学名著丛书”“二十世纪外国文学丛书”；社科哲学思想方面，上海译文出版社先后推出“外国文艺理论丛书”“二十世纪西方哲学译丛”和“当代学术思潮译丛”。进入新世纪，上海译文出版社推出了符合不同读者需求的名著经典系列丛书，如“译文名著文库”、“译文名著精选”、“译文经典”。2013年，以彼得·海斯勒的作品《寻路中国》《江城》的畅销为契机，上海译文出版社推出了“译文纪实”丛书，主打纪实文学。
报刊出版方面，上海译文出版社先后创设了《外国文艺》杂志（1978）、《世界之窗》杂志（1979）和《外国故事》杂志（1986），其中《外国文艺》杂志出版至今。除此之外，上海译文出版社还于1988年起与樺榭菲力柏契媒體（现中国业务被赫斯特国际集团收购）合作，出版《ELLE世界时装之苑》等杂志。

## 翻译比赛
- “上译杯”翻译竞赛[6]